# Pablo Javier Díaz Stalla
Pablo Díaz Stalla (Buenos Aires, 25 de març de 1972) és un exfutbolista hispanoargentí, que jugava de migcampista.

## Trajectòria
Tot i que nascut a l'Argentina, ben prompte es va traslladar amb la seua família a Cantàbria, concretament a la localitat de Pechón. En l'aspecte esportiu, es va formar a l'Escola de Mareo i d'ací a l'Sporting de Gijón. Debuta amb el primer equip la temporada 90/91, i dos anys després es consolida en el conjunt asturià. Va ser titular des de la temporada 92/93 fins a la temporada 96/97, mentre que a l'any següent, el del descens a Segona, només va jugar 18 partits. Va ser un dels jugadors de l'Sporting més representatius de la dècada dels 90.
L'estiu de 1998 fitxa pel Reial Saragossa. Passaria quatre anys amb força protagonisme al conjunt aragonés, incloent un títol de Copa del Rei. El 2002 baixaria a Segona, i ací el migcampista deixaria de comptar per al club. Eixe any tan sols va jugar sis partits i al següent es va quedar en blanc. Després d'això deixara el Real Zaragoza.
En total, Pablo ha jugat 330 partits a la primera divisió: 214 amb l'Sporting i 116 amb el Zaragoza. Ha marcat 6 gols.